# 小森谷徹の目撃!偉人伝
『小森谷徹の目撃!偉人伝』（こもりやとおるのもくげき!いじんでん）は2015年10月4日よりTBSラジオで日曜23:30 - 23:55に生放送されていた教養番組である。
小森谷徹が、歴史上の人物から企業家、文化人、スポーツマンなど、歴史にその名を残した「偉人」に毎週1人ずつスポットライトを当てて、様々な史実に基づき、これまであまり知られてこなかったその人物のエピソードも交え、その人物の業績を語り尽くす。最終回は1時間スペシャルとして3月27日の19:00 - 20:00に放送された。

## 取り上げた人物
1. 徳川家康（2015年10月4日）
2. 本田宗一郎（2015年10月11日）
3. エルヴィス・プレスリー（2015年10月18日）
4. 真田幸村（2015年10月25日）
5. 手塚治虫（2015年11月1日）
6. 野口英世（2015年11月8日）
7. アガサ・クリスティー（2015年11月15日）
8. キュリー夫人（2015年11月22日）
9. 松下幸之助（2015年11月29日）
10. ジョン・レノン（2015年12月6日）
11. コロンブス（2015年12月13日）
12. 黒澤明（2015年12月20日）
13. ベートーヴェン（2015年12月27日）
14. 坂本龍馬（2016年1月3日）
15. マザー・テレサ（2016年1月10日）
16. ベーブ・ルース（2016年1月17日）
17. 葛飾北斎（2016年1月24日）
18. ライト兄弟（2016年1月31日）
19. 植村直己（2016年2月7日）
20. スティーブ・ジョブズ（2016年2月14日）
21. 長嶋茂雄（2016年2月21日）
22. エイブラハム・リンカーン（2016年2月28日）
23. アインシュタイン（2016年3月6日）
24. 織田信長（2016年3月13日）
25. 夏目漱石（2016年3月20日）
26. 総集編スペシャル（2016年3月27日）